# Mesquita de Abu Hanifa

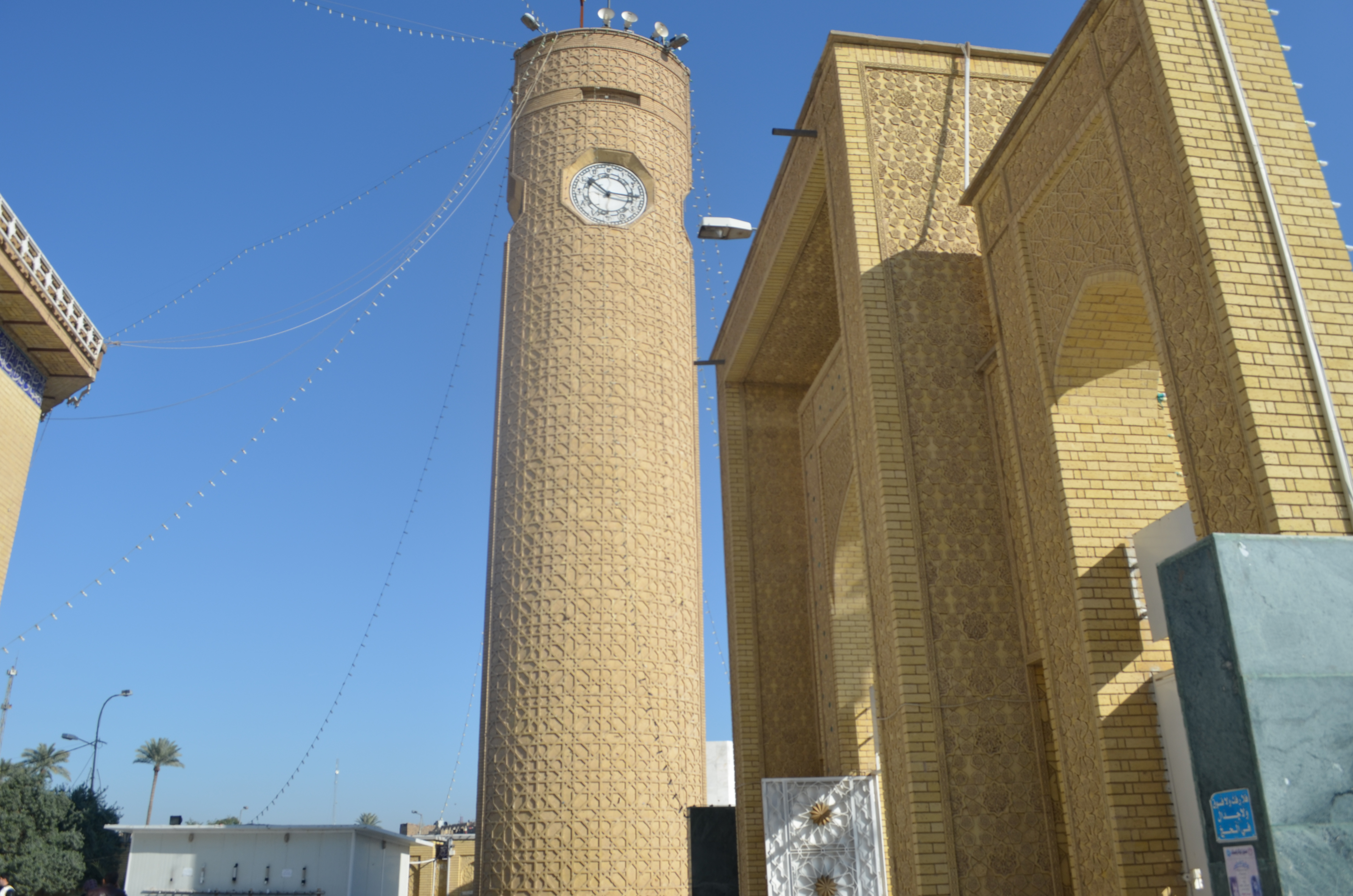
A Mesquita em 2014

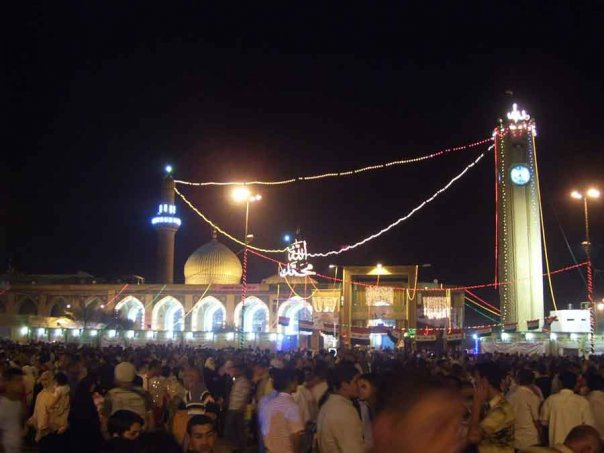
Mesquita Abu Hanifah de noite, em 2008

A Mesquita de Abu Hanifa (em árabe: مسجد أبو حنيفة, Masjid Abū ḥanīfah ou مسجد أبي حنيفة, Masjid abī ḥanīfah) é uma das mais importantes mesquitas sunitas localizadas numa área conhecida como Adhamiyah, a nordeste de Bagdade, no Iraque, onde existe uma maioria sunita. A mesquita foi construída em torno do túmulo de Abu Hanifa, conhecido como "o Grande Imam" (em árabe : ألإمام الأعظم, Al-Imam al-A'zam), fundador da escola de interpretação da lei islâmica Hanafi.
Imam Abu Hanifa morreu e foi enterrado ao redor do ano 767. A pequena cidade de al-Adhamiyah cresceu ao redor do túmulo. Em 1066, a mesquita foi restaurada por Xarafe Almulque Abuçaíde da Corásmia, que adicionou uma grande cúpula e construiu a madrasa adjacente para seguidores da escola Hanafi.
A área total da mesquita é de 10 000 m². Pode conter 5 000 pessoas nele. Nas orações de sexta-feira, o número regular de fiéis é de 1 000, enquanto em orações diárias, 200-250 devotos vão para a mesquita.

## Antecedentes
Abu Jafar Almançor ofereceu a Abu Hanifa uma oportunidade para ser cádi, o juiz dos juízes, mas ele recusou, o que provocou que ele fosse torturado e preso. Ele sofreu 110 chicotadas até concordar. Almançor ordenou que Abu Hanifa fizesse fatwa para estender a autoridade do califa, que Abu Hanifa não concordou em fazer, trazendo-o de volta à cadeia.
Na prisão, Abu Hanifa morreu por intoxicação ou por velhice. Foi enterrado no cemitério de Al-Khayzuran, cujo nome é deve-se a Al-Khayzuran bint Atta, que foi enterrado nele, 23 anos depois de Abu Hanifa. Foi dito que o seu funeral contou com a participação de 50 mil pessoas e foi assistido pelo próprio Almançor.

## História

### Dinastia Buída
Durante o governo dos buídas do califado Abássida foi construída uma mesquita perto do túmulo de Abu Hanifa, por ordem de Samsam Daulá. Diz-se que Abu Jafar Zamam construiu um quarto dentro da mesquita.

### Seljúcidas
Mais tarde, o grão-vizir do sultão Alparslano, Abuçaíde da Corásmia ou Almostaufi, criou um santuário para Abu Hanifa na mesquita, juntamente com uma cúpula branca. Abuçaíde também construiu uma escola perto da mesquita para ensinar madabe. De acordo com ibne Caliane, a escola abriu em 22 de setembro de 1067, portanto é a primeira escola em Bagdade.

### Época otomana
Após a invasão de Bagdá pelo Império Safávida em 1508, a mesquita e a escola de Abu Hanifa foram destruídas e abolidas devido aos conflitos sectários que os safávidas tinham.  Os otomanos invadiram Bagdade em 1534 e substituíram os safávidas pelo governo sunita otomano. O sultão Suleiman, o Magnífico visitou pela primeira vez, depois de invadir o Iraque, Najafe e Carbala, a mesquita abolida de Abu Hanifa e ordenou a sua reconstrução e recuperação.

### Século XX

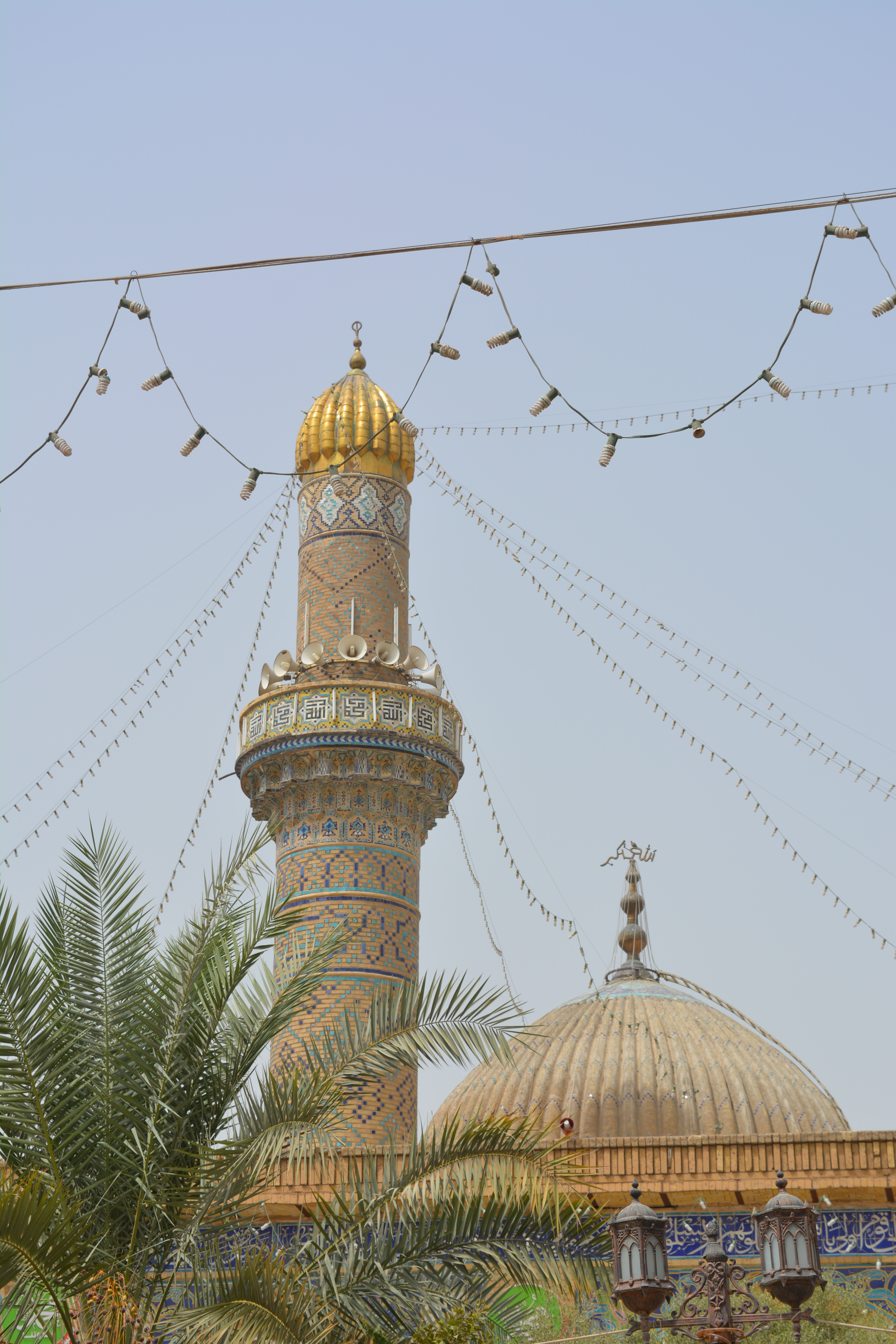
Mezquita Abu Hanifah em 2015

Em 1910, o sultão Abdulamide II ordenou a reconstrução da mesquita, renovar as paredes e construir mais salas para estudantes e pessoas pobres. Essas renovações custaram 2300 liras otomanas. Houve várias outras reconstruções nos últimos anos. Os mais importantes foram em 1918 e 1935, onde os quartos antigos foram substituídos por salas novas e maiores, e em 1948, onde renovaram o chão e os versos de Al-Fath foram escritos nas paredes dos corredores.
Em 1959, após a Revolução de 1958, foram feitas várias melhorias na mesquita. O governo deu o dinheiro da construção ao engenheiro, Najmuddin Abdullah al-Jumaili, que começou a trabalhar no Ramadão, com um edifício que durou cinco anos. Essas melhorias incluem: 
- As paredes foram levantadas a um metro do chão em todos os lados da mesquita e foram colocadas anti-humectantes.
- Estavam cobertos a dez metros das paredes do salão principal e dos corredores com alabastro jordano.
- Adição de ornamentos andaluzes à mesquita feita com artesãos marroquinos.
- Adição de ornamentos à cúpula e cobertura das paredes e do chão com alabastro.
- Construa uma nova plataforma de luxo e um novo nicho.
- Construa meia-corredor do lado noroeste.
- Decoração do corredor principal e corredores com luzes modernas.
- Construção de novos quartos no topo dos antigos quartos no lado noroeste.
- Pisos no piso de mosaico.
- Reconstrução de toda a parede exterior e as portas principais da mesquita.
- Construção de banheiros, espaços de abluções e uma capela de verão.
- A construção de uma torre, coberta com mosaico azul e branco e colocando um grande relógio sobre ele no ano 1961.[9]